# Sankt Vladimirs kapell, Lipetsk
Sankt Vladimirs kapell (ryska: Храм-часовня Святого Владимира; translitteration: Hram-Tjasovnja Svjatogo Vladimira) är ett ryskt-ortodoxt kapell beläget vid Internatsionalnaja-gatan 35a, i staden Lipetsk i Lipetsk oblast, i den europeiska delen av Ryssland.
Kapellet är helgat åt storfursten Vladimir I av Kiev och tillhör det rysk-ortodoxa stiftet Lipetsks stift.

## Historik
Grundstenen till Sankt Vladimirs kapell i Lipetsk började att byggas 2012 och stod klar 2013, då den invigdes den 14 januari.

## Kapellet
- Bredvid kapellet finns en liten klockstapel som har 5 klockor.[1][2]

- Ikonostasen är snidad.[1][2]

## Bilder

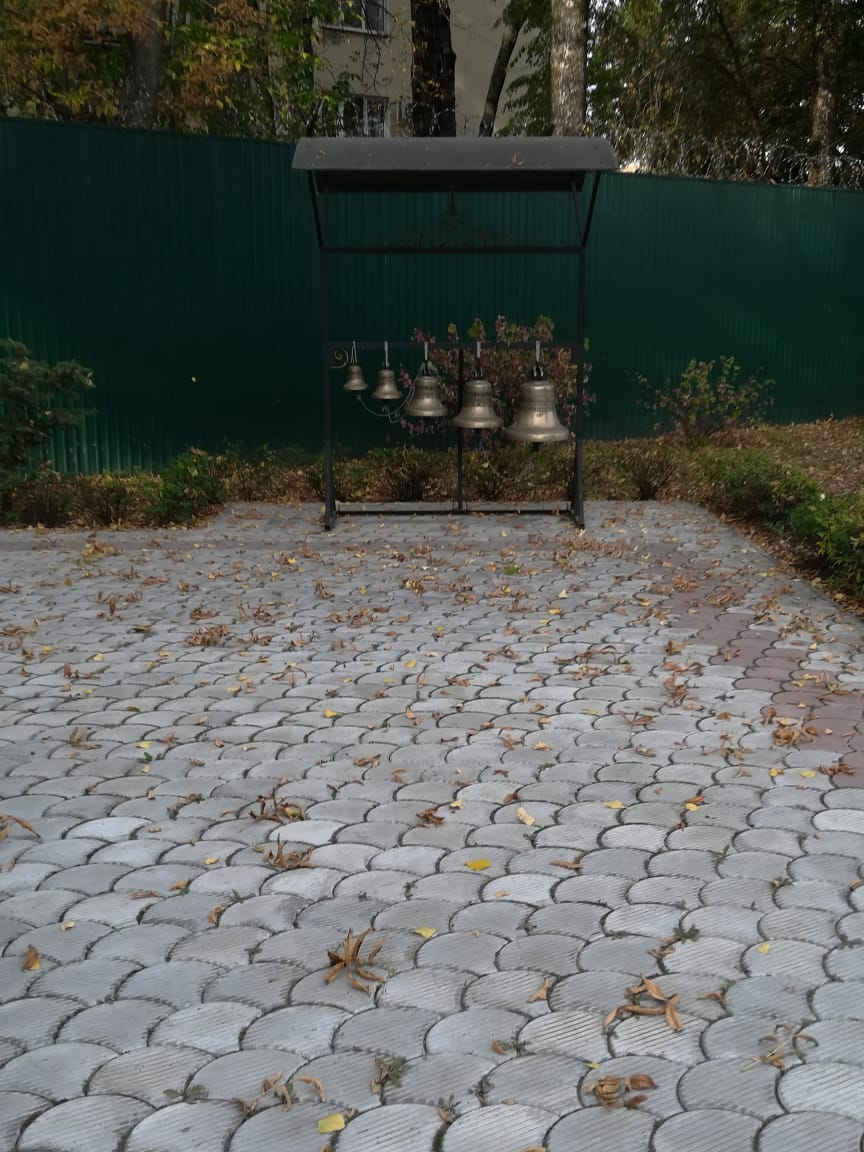
Klockorna.
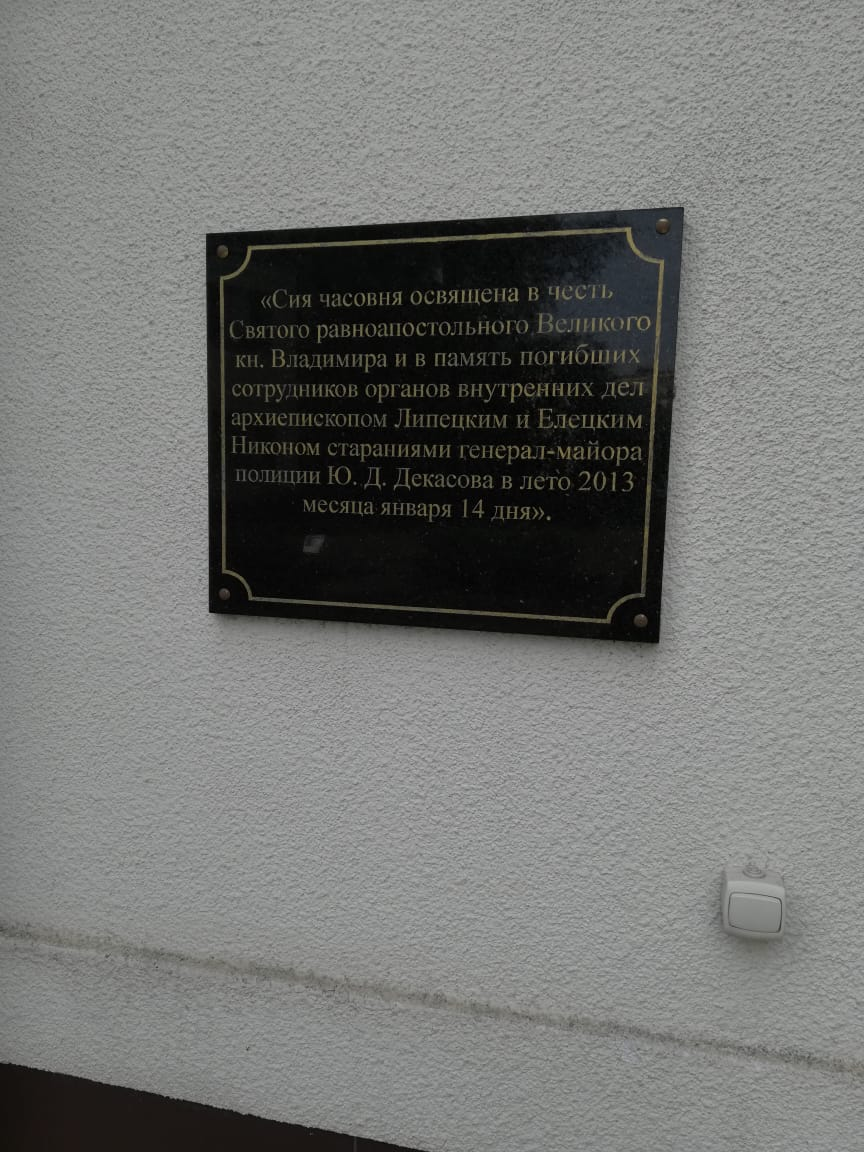
Detalj på exteriören.